# Lubbock Ridge
Lubbock Ridge ist ein 8 km langer und hoch aufragender Gebirgskamm in der antarktischen Ross Dependency. Im Königin-Maud-Gebirge erstreckt er sich westlich des Mount Wade und endet an der Ostflanke des Shackleton-Gletschers in Form eines steilen Kliffs.
Der US-amerikanische Geologe Franklin Alton Wade (1903–1978), Leiter einer Mannschaft der Texas Tech University zur Erkundung des Shackleton-Gletschers zwischen 1962 und 1963, benannte das Massiv nach der texanischen Stadt Lubbock, dem Sitz der Universität.